# Tournée de l'équipe de Nouvelle-Zélande de rugby à XV en 1992
La tournée de l'équipe de Nouvelle-Zélande de rugby à XV en 1992 comprend une série de matchs amicaux des All Blacks, l'équipe nationale néo-zélandaise de rugby à XV. L'équipe a parcouru l'Australie et l'Afrique du Sud de juin à août 1992. Pendant ce temps, elle joue 16 matchs. Ceux-ci comprennent trois matchs tests contre les Wallabies australiens, au cours desquels les All Blacks subissent deux défaites et laissent la Bledisloe Cup aux hôtes. La deuxième partie de la tournée est la première visite officielle des All Blacks en Afrique du Sud depuis 1976 et permet aux Springboks sud-africains de revenir au sport international en prévision de la fin imminente de l'apartheid.

## Déroulement
Il s'agit de la 28e tournée des All Blacks en Australie et leur 6e tournée en Afrique du Sud. Il s'agissait de la première visite officielle de l' équipe néo-zélandaise en Afrique du Sud depuis la tournée controversée de 1976.
L'Afrique du Sud est exclue de tous les matchs tests depuis 1984, même si un certain nombre d'équipes refusent déjà de jouer contre les Springboks avant cette date. La dernière visite officielle des All Blacks remonte à 1976 (à l'exception de la tournée des New Zealand Cavaliers en 1986). Après le vote des Sud-Africains blancs lors du référendum sur la fin de l'apartheid, l'International Rugby Board lève le boycott sportif. L'association sud-africaine invite les All Blacks à une tournée comprenant un match test. Le Congrès National Africain (ANC) donne son accord au Test Match à trois conditions : le drapeau de l'Afrique du Sud ne doit pas flotter, l'hymne national Die Stem van Suid-Afrika ne doit pas être joué et une minute de silence doit être respectée en mémoire. des victimes des violences dans les townships (notamment pour les victimes du massacre de Boipatong). L'association accepte les demandes.
Avant le match test final à Johannesburg, le Parti conservateur distribue des tracts prônant le chant de l'hymne national en guise de protestation contre le nationalisme noir. Il est à noter qu'une grande partie des Boers, majoritairement blancs, dans le public brandissent des drapeaux sud-africains distribués par le Parti conservateur. La minute de silence est ponctuée par la foule scandant Fuck die ANC (afrikaans : À bas l'ANC) et scandant l'hymne national Die Stem van Suid-Afrika. Après l'interprétation de l'hymne néo-zélandais God Defend New Zealand, le président de l'association Louis Luyt rompt l'accord avec l'ANC et joue une version instrumentale de Die Stem van Suid-Afrika sur le système de sonorisation, à laquelle se joignent la foule et plusieurs joueurs sud-africains.
Le duel pour la Bledisloe Cup se termine par la décision la plus serrée de toutes les séries organisées jusque-là. Les Australiens dominent les tests matches avec des victoires 2-1, la première victoire se terminant par un seul point et la deuxième par deux points. La seule victoire des Néo-Zélandais se solde par un écart de seulement trois points. Aujourd'hui encore, la série de la Bledisloe Cup 1992 est considérée comme la meilleure de tous les temps.

## Résultats complets
Les All Blacks affrontent les Wallabies en test match à trois reprises et les Springboks à un seul reprise. Les autres matchs voient s'affronter l'équipe néozélandaise de réserve à des équipes provinciales australiennes et sud-africaines (Australie-Occidentale, South Australia, Waratahs (Nouvelle-Galles du Sud), Brumbies (ACT), Queensland Reds, Natal, État libre d'Orange).
| No | Date             | Lieu                                              | Match                                    | Score   | Compétition   |
| -- | ---------------- | ------------------------------------------------- | ---------------------------------------- | ------- | ------------- |
| 1  | 21 juin 1992     | WACA Ground, Perth - Australie                    | Australie-Occidentale – Nouvelle-Zélande | 0 – 80  | amical        |
| 2  | 24 juin 1992     | Hindmarsh Stadium, Adélaïde - Australie           | South Australia – Nouvelle-Zélande       | 18 – 48 | amical        |
| 3  | 28 juin 1992     | Concord Oval, Sydney - Australie                  | Waratahs – Nouvelle-Zélande              | 9 – 41  | amical        |
| 4  | 1er juillet 1992 | Manuka Oval, Canberra - Australie                 | Brumbies – Nouvelle-Zélande              | 13 – 45 | amical        |
| 5  | 13 juin 1992     | Sydney Football Stadium, Sydney - Australie       | Australie – Nouvelle-Zélande             | 16 – 15 | amical        |
| 6  | 16 juin 1992     | Olympic Park, Melbourne - Australie               | Victoria – Nouvelle-Zélande              | 3 – 53  | Bledisloe Cup |
| 7  | 20 juin 1992     | Ballymore Stadium, Brisbane - Australie           | Queensland Reds – Nouvelle-Zélande       | 19 – 26 | amical        |
| 8  | 23 juin 1992     | Barlow Park, Cairns - Australie                   | Queensland B – Nouvelle-Zélande          | 13 – 32 | amical        |
| 9  | 30 juin 1992     | Ballymore Stadium, Brisbane - Australie           | Australie – Nouvelle-Zélande             | 19 – 17 | Bledisloe Cup |
| 10 | 7 juillet 1992   | Penrith Stadium, Sydney - Australie               | Sydney – Nouvelle-Zélande                | 40 – 17 | amical        |
| 11 | 14 juillet 1992  | Sydney Football Stadium, Sydney - Australie       | Australie – Nouvelle-Zélande             | 23 – 26 | Bledisloe Cup |
| 12 | 1er août 1992    | Kings Park, Durban - Afrique du Sud               | Natal – Nouvelle-Zélande                 | 25 – 43 | amical        |
| 13 | 5 août 1992      | Free State Stadium, Bloemfontein - Afrique du Sud | État libre d'Orange – Nouvelle-Zélande   | 14 – 33 | amical        |
| 14 | 8 août 1992      | Loftus Versfeld, Pretoria - Afrique du Sud        | Junior South Africa – Nouvelle-Zélande   | 10 – 25 | amical        |
| 15 | 10 août 1992     | J.van Riebeeck Stadium, Pretoria - Afrique du Sud | Central Unions – Nouvelle-Zélande        | 6 – 39  | amical        |
| 16 | 15 août 1992     | Ellis Park, Johannesburg - Afrique du Sud         | Afrique du Sud – Nouvelle-Zélande        | 24 – 27 | test match    |